# 世界樹の迷宮シリーズ
世界樹の迷宮シリーズ（せかいじゅのめいきゅうシリーズ）は、アトラスより発売されている日本製RPGのシリーズ作品。

## 概要
世界に点在する世界樹とその周囲に広がる「世界樹の迷宮」と呼ばれる広大な迷宮、世界樹に最も近い町の住人、そして世界樹の迷宮に挑む冒険者たちを描いた作品。
第1作目の『世界樹の迷宮』が2007年1月18日に発売。続編である『世界樹の迷宮II 諸王の聖杯』が2008年2月21日に発売された。続編では新職業などが追加されているほか、前作の職業のバランス調整等も行われている。
2010年4月1日には第3作目となる『世界樹の迷宮III 星海の来訪者』が発売。
2010年7月15日には2作目『世界樹の迷宮II 諸王の聖杯』と共に“アトラス・ベストコレクション”と題された廉価版が発売している。
2012年7月5日にはニンテンドー3DSに対応した第4作目となる『世界樹の迷宮IV 伝承の巨神』が発売されている。
また、携帯電話向けサービスとしてNTT DoCoMoのiアプリに対応した『世界樹の迷宮モバイル』が2008年5月26日からサービス開始された以外に『世界樹の迷宮S 悠久の覇者』というソーシャルゲームが2012年7月27日にGREEから提供された。
2013年6月27日には今作品を再構成したニンテンドー3DS版『新・世界樹の迷宮 ミレニアムの少女』が発売された。
2014年11月27日には『世界樹の迷宮II 諸王の聖杯』を再構成したニンテンドー3DS版『新・世界樹の迷宮2 ファフニールの騎士』が発売された。
2016年8月4日には第5作目となる『世界樹の迷宮V 長き神話の果て』が発売された。
2018年8月2日にはシリーズ集大成の『世界樹の迷宮X』が発売された。
2014年6月5日には社内コラボとして当ゲームのシステムを使った『ペルソナQ シャドウ オブ ザ ラビリンス』が発売された。さらにスパイク・チュンソフトとのコラボ作品である『世界樹と不思議のダンジョン』が発表されるなど、シリーズの広がりを見せている。
タイトルのローマ字表記は「Sekaiju no MeiQ」で、公式サイトなどでの略称は「SQ」となっている。「Labyrinth of Yggdrasill」と表記したものもあったが、ごく一部での使用に留まっている。英語版のタイトル「Etrian Odyssey」にある「Etria」は1作目の舞台となった都市の名前で、2作目以降も同じタイトルである。
1作ごとに舞台となる都市が異なり、ストーリーも連続していないが、世界観には一定の共通点が見られ、過去作の具体的な地名などが登場することもあるが、『世界樹の迷宮V 長き神話の果て』では一新された。

## ゲームシステム

### キャラクターメイク
このゲームではプレイヤーキャラクターを自分で製作し、パーティーを決定する。プレイヤーは各キャラクターの職業、職業に応じた外見、名前を自由に決定することができる。
『世界樹の迷宮III 星海の来訪者』以降は、プレイヤーが作成した以外のキャラクターも一部の戦闘に参加したり加入する機会がある。
『新・世界樹の迷宮 ミレニアムの少女』『新・世界樹の迷宮2 ファフニールの騎士』では、パーティが固定のストーリーモードが追加され、主人公のみ名前をプレイヤー自身が自分で決定するようになっている。

#### スキルシステム
各キャラクターはレベルに応じてスキルポイントを獲得していき、それをプレイヤーが自分の好みで割り振ってスキルを習得する。
スキルのレベルを上げると効果が高まるが、TP消費量が増えるなどのデメリットもあり、また獲得できるポイントに限りがあるため、1キャラクターで全てのスキルを最大レベルまで上げることはできない。
上位のスキルを習得するために、前提として別のスキルが必要となる場合も多い。『世界樹の迷宮IV 伝承の巨神』ではキャラクターレベルによって上位スキルの習得が解禁されるシステムを採用している。
一度割り振ったスキルレベルを振り直すには、レベルを下げる「休養」をする必要がある。

#### 引退
育ったキャラクターをギルドから削除し、代わりにスキルポイントと能力値にボーナスが付いた新キャラクターを作るシステム。
引退するキャラクターのレベルが高いほど、新しく作成されたキャラクターは大きいボーナスが得られる。
『新』『新2』のストーリーモードでは使えず、キャラクターを削除せずに同様のボーナスが得られるコマンドが追加されている。

#### サブクラス
『III』『IV』に登場したシステム。本来の職業（メインクラス）の他にもう一つ職業を選ぶことができる。
『III』ではメインクラス専用スキル以外は制限無しで習得できる。『IV』ではメインクラス専用スキルの習得ができないほか、通常スキルも本職の半分までしかレベルを上げることができない。

#### グリモア
『新』『新2』に登場するシステム。味方や敵のスキルを結晶化した宝石を装備することで、本来使えないスキルであっても使用できるようになる。
『新』では1つのグリモアに最大8つのスキルが登録されたが、『新2』では1つのグリモアにつきスキル1つとなった。
『新』では不要なグリモアは捨てるしかなかったが、『新2』ではトレードとリサイクルが追加されたことで他のグリモアと交換することができるようになった。

### ゲームマップ
下画面に常に地図が表示されており、それを利用してゲームを攻略していく。ただし、その地図は最初から描かれてるわけでも自動的に描かれるわけでもなく、自分で描かなければならない。
これはRPG黎明期に3DダンジョンRPGプレイヤーによってよく行われていた「攻略のため、方眼紙にダンジョンマップを描く」という行為をゲームシステムとして落とし込み、復活させたものである。
地図には、拡大表示で地図の描き込みができる「パーティーマップ」、全体表示で地図の描き込みができない「フルマップ」の2種類がある。

#### マッピング
このゲームの大きな特色で、DSならびに3DSの特色の一つである下画面のタッチパネルを使い、壁を描く・床を塗る・アイコンを置くなどして自分で地図を描いていく。
『I』では床を塗れる色が1色だったが、『世界樹の迷宮II 諸王の聖杯』以降は3色に増えた。
『I』ではアイコン数が9種類だったが、『II』では20種類に増えた。『III』では整理が行われ18種類になった。
短文が描き込めるメモを貼り付けることができ、アイコン・メモ共に1階に置ける数は上限がある。シリーズを経るごとに置ける数は多くなっている。

#### オートマップ
システム自体は『I』から登場しているが、オートマップの名称は『新』から。歩いた場所の床を自動的に塗ってくれる。塗られる床の色は固定。
『新』からは床の他に自分がいるマスの四方にある壁も描き込まれる設定が選べるようになった。

#### オートパイロット
『III』から登場したシステム。地図にルートを設定しておくことで、自動的に目的地まで移行してくれる。
一つ一つ矢印アイコンを置いてルート設定していたが、『新2』では線を引いてルート設定するように変更された。

#### フロアジャンプ
『新』『新2』に登場したシステム。任意の階の階段前に瞬間移動でき、使えるのは次の階層に行ける状態や一定以上踏破しているフロアのみで、条件を満たした状態で階段を使うことでその階段前に飛べるようになる。

## シリーズの特徴

### 音楽
シリーズ通して古代祐三が担当。現在のゲーム音楽ではあまり使われないFM音源を使用しているのが特徴。
ゲームのサウンドトラックの他に「スーパー・アレンジ・バージョン」と銘打たれたアレンジCDが毎作品出ている。ただし、BGM自体が『1』の楽曲のアレンジである『新1』では発売されなかった。

### デザイン
『世界樹と不思議のダンジョン』を除き、全て日向悠二がキャラクターデザインとして参加し、多くのイラストも手掛けている。モンスターデザインは全作が長澤真の手による。
初代から「神や悪魔の存在を感じさせるデザインは厳禁」という不変のルールが存在するが、長澤は二作目に登場する始原の幼子を天使をモチーフにデザインしたと述べている。また、世界観が一新された『V』では明確に悪魔と称されるモンスターが登場する。

## シリーズ一覧
| 2007 | 世界樹の迷宮                         |
| 2008 | 世界樹の迷宮II 諸王の聖杯            |
| 2009 |                                      |
| 2010 | 世界樹の迷宮III 星海の来訪者         |
| 2011 |                                      |
| 2012 | 世界樹の迷宮IV 伝承の巨神            |
| 2013 | 新・世界樹の迷宮 ミレニアムの少女    |
| 2014 | 新・世界樹の迷宮2 ファフニールの騎士 |
| 2015 | 世界樹と不思議のダンジョン           |
| 2016 | 世界樹の迷宮V 長き神話の果て         |
| 2017 | 世界樹と不思議のダンジョン2          |
| 2018 | 世界樹の迷宮X                        |

### ナンバリングタイトル
- 世界樹の迷宮（ニンテンドーDS、2007年1月18日）
  - 新・世界樹の迷宮 ミレニアムの少女（ニンテンドー3DS、2013年6月27日）
- 世界樹の迷宮II 諸王の聖杯（ニンテンドーDS、2008年2月21日）
  - 新・世界樹の迷宮2 ファフニールの騎士（ニンテンドー3DS、2014年11月27日）
- 世界樹の迷宮III 星海の来訪者（ニンテンドーDS、2010年4月1日）
- 世界樹の迷宮IV 伝承の巨神（ニンテンドー3DS、2012年7月5日）
- 世界樹の迷宮V 長き神話の果て（ニンテンドー3DS、2016年8月4日）
- 世界樹の迷宮X（ニンテンドー3DS、2018年8月2日）

#### 複数収録
- 世界樹の迷宮Ⅰ･II･III HD REMASTER（Nintendo Switch/Steam、2023年6月1日）

### コラボ作品

#### ペルソナシリーズ
- ペルソナQ シャドウ オブ ザ ラビリンス（ニンテンドー3DS、2014年6月5日）
- ペルソナQ2 ニュー シネマ ラビリンス（ニンテンドー3DS、2018年11月29日）

#### 不思議のダンジョンシリーズ
- 世界樹と不思議のダンジョン（ニンテンドー3DS、2015年3月5日）
- 世界樹と不思議のダンジョン2（ニンテンドー3DS、2017年8月31日）

### 携帯アプリ
- 世界樹の迷宮モバイル（iアプリ、2008年5月26日）

## リアル謎解きゲーム
シリーズ10周年を記念し、施設内を周遊するタイプの体感型ゲーム『リアル謎解きゲーム×世界樹の迷宮10周年記念 伝説の軌跡を追え』として2017年8月26日から10月9日にかけて、東京のセガ秋葉原2号店と大阪のセガ難波アビオンにて、NAZO×NAZO劇団の主催により開催された。

## サウンドトラック

### オリジナル・サウンドトラック
- 「世界樹の迷宮」オリジナル・サウンドトラック（2007年3月21日発売）
- 「世界樹の迷宮II 諸王の聖杯」オリジナル・サウンドトラック（2008年3月21日発売）
- 「世界樹の迷宮III 星海の来訪者」オリジナル・サウンドトラック（2010年4月7日発売）
- 「世界樹の迷宮IV 伝承の巨神」オリジナル・サウンドトラック（2012年7月25日発売）
- 「新・世界樹の迷宮 ミレニアムの少女」オリジナル・サウンドトラック（2013年7月24日発売）
- 「新・世界樹の迷宮2 ファフニールの騎士」オリジナル・サウンドトラック（2015年1月28日発売）
- 「世界樹と不思議のダンジョン」オリジナル・サウンドトラック（2015年4月22日発売）
- 「世界樹の迷宮V 長き神話の果て」オリジナル・サウンドトラック（2016年9月28日発売）
- 「世界樹と不思議のダンジョン2」オリジナル・サウンドトラック（2017年9月20日発売）
- 「世界樹の迷宮X」オリジナル・サウンドトラック（2019年5月29日発売）

### スーパー・アレンジ・バージョン
- 「世界樹の迷宮」スーパー・アレンジ・バージョン（2007年9月7日発売）
- 「世界樹の迷宮II 諸王の聖杯」スーパー・アレンジ・バージョン（2008年5月9日発売）
- 「世界樹の迷宮III 星海の来訪者」スーパー・アレンジ・バージョン（2010年5月12日発売）
- 「世界樹の迷宮IV 伝承の巨神」スーパー・アレンジ・バージョン（2012年9月25日発売）
- ピアノと弦楽器の生演奏による「世界樹の迷宮」I&II スーパー・アレンジ・バージョン（2008年10月8日発売）